# 얀 밥티스타 판 헬몬트
얀 밥티스타 판 헬몬트(Jan Baptista van Helmont, 1579년 1월 12일 ~ 1644년 12월 30일)는 벨기에의 화학자이다. 브뤼셀에서 출생하여, 처음에는 의학을 공부하였으나, 후에 화학·자연 철학으로 바꾸었다. 그는 화학에 있어서 천평(저울)을 써야 한다고 주장하였으며, 또 화학 변화를 할 때에는 물질이 없어지지 않는다는 사실을 밝혔다. 화학 용어에 관해서도 기체나 산·염기의 결합에 '포화'라고 하는 말을 처음으로 사용하는 등 화학 발전에 크게 공헌하였다.

## 참고
1. ↑  “Johannes Baptist Van Helmont”. 2008년 5월 26일에 원본 문서에서 보존된 문서. 2007년 2월 10일에 확인함.